# Kloster São Pedro de Rates
Koordinaten: 41° 25′ 24,1″ N, 8° 40′ 20,7″ W
Das Kloster São Pedro de Rates (portugiesisch Mosteiro de Rates) ist eine ehemalige Benediktinerabtei in der gleichnamigen Gemeinde (Freguesia) São Pedro de Rates im Kreis (Concelho) Póvoa de Varzim, im Distrikt Porto, im Norden Portugals.
Von der ehemaligen Klosteranlage ist heute nur noch die dem Namenspatron São Pedro de Rates geweihte romanische Kirche Igreja de São Pedro de Rates, auch unter dem Namen Igreja Românica de Rates bekannt, erhalten.
Aufgrund ihrer kunsthistorischen Bedeutung als „Keimzelle“ der portugiesischen Romanik und ihrer historischen Bedeutung für das im Entstehen begriffene Königreich Portugal wurde die Kirche bereits 1910 als Monumento Nacional eingetragen und geschützt.

## Geschichte

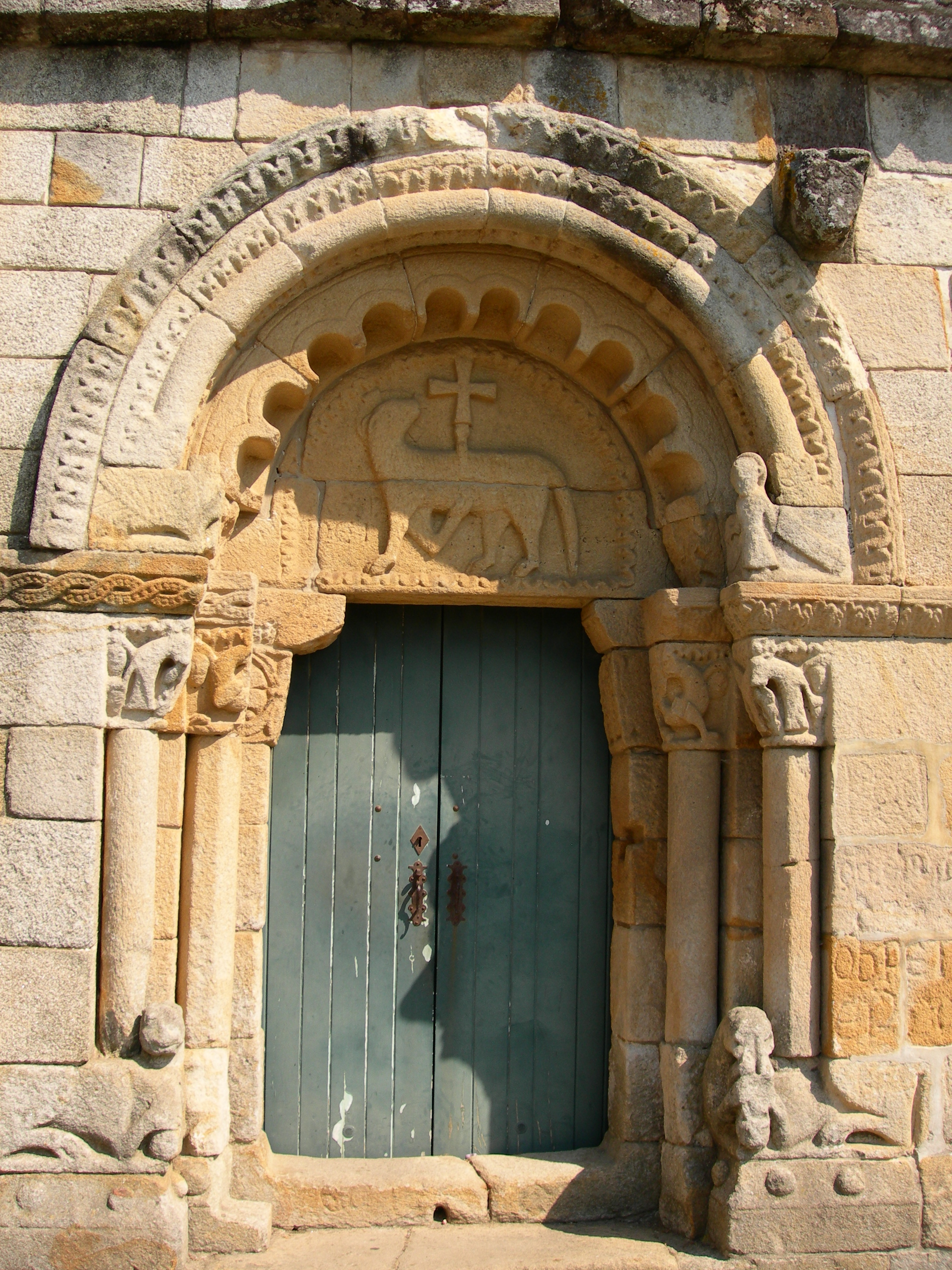
Klosterkirche São Pedro de Rates, Südportal.

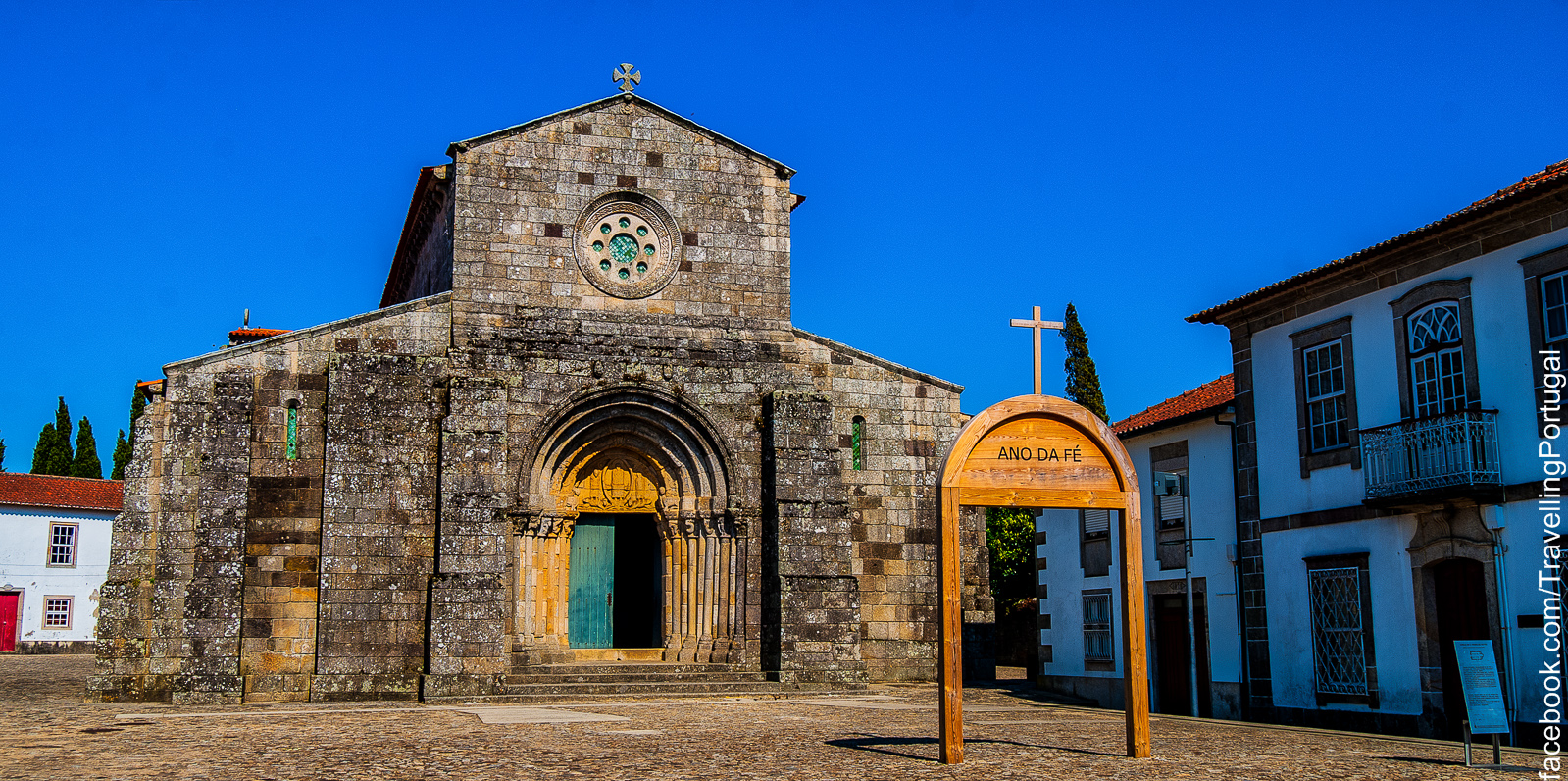
Klosterkirche São Pedro de Rates.

Die Geschichte des Klosters ist eng mit der Legende des Heiligen Peter von Rates, dem ersten Bischof von Braga, verbunden. Im 9. Jahrhundert soll ein Fischer die Gebeine des als Märtyrer gestorbenen Heiligen an der Stelle des späteren Klosters gefunden haben.
Archäologische Ausgrabungen der letzten Jahre in und um die Kirche lassen auf einen vorromanischen Kirchenbau mit Narthex schließen, der seinerseits auf einen Vorgängerbau aus suebisch-westgotischer Zeit zurückgeht. Ältester Fund der Ausgrabungen ist eine römische Stele, die im 6. oder 7. Jahrhundert mit christlichen Motiven überarbeitet wurde.
Die heutige romanische Kirche geht auf die Neugründung des Klosters um 1100 durch Heinrich von Burgund zurück. Das Kloster erlangte unter der Führung der Benediktiner zunächst einige Bedeutung, verfiel aber im hohen Mittelalter. Mit der Übertragung des Klosters 1515 an den Christusorden erlangte es seine Bedeutung zurück und verblieb beim Orden bis zur Auflösung des Klosters 1836.
Heute ist die Klosterkirche eine wichtige Etappe auf dem portugiesischen Jakobsweg, dem Caminho Português.

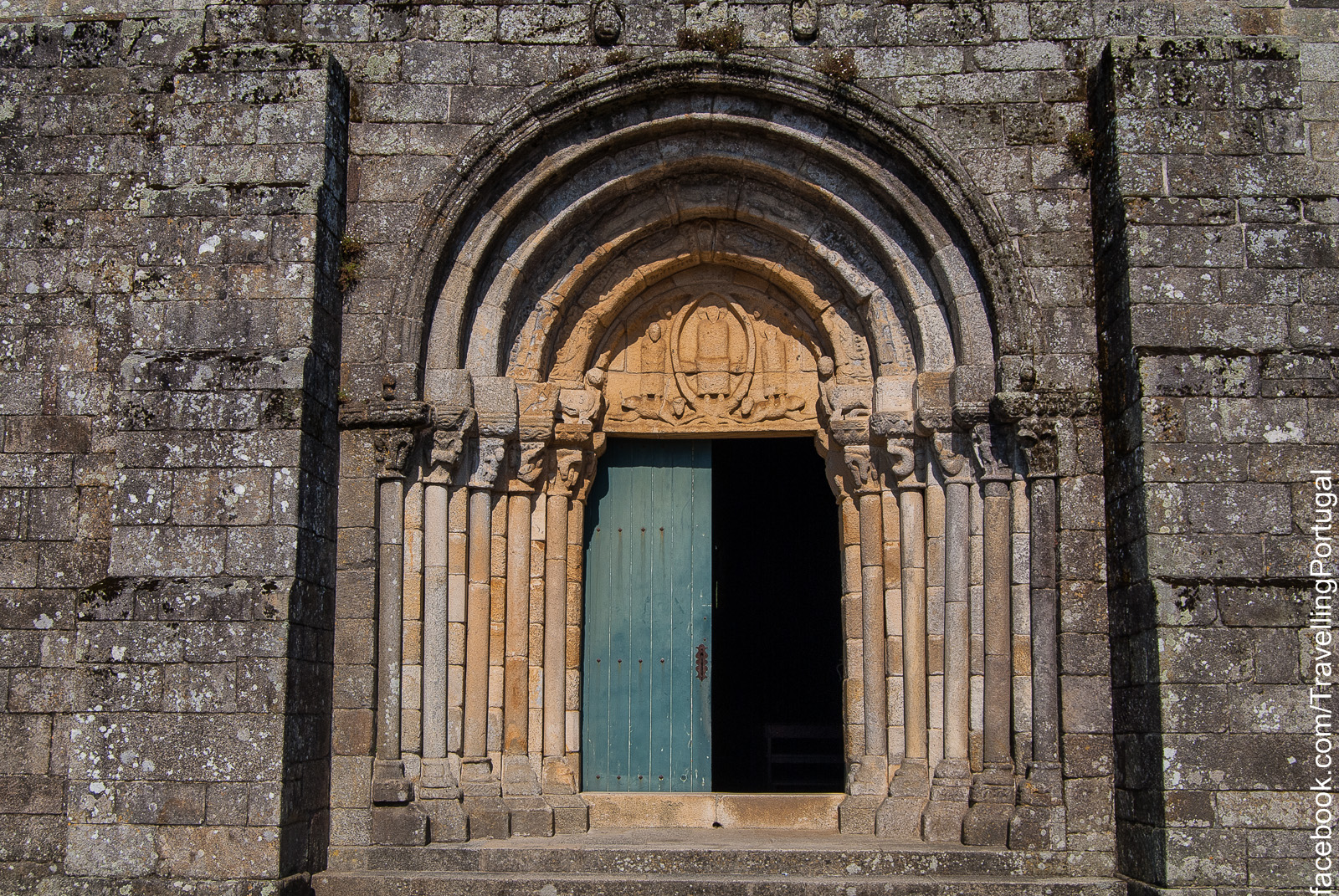
Klosterkirche São Pedro de Rates – Westportal.

## Kirche
Der heutige Kirchenbau stammt vermutlich aus dem ersten Viertel des 12. Jahrhunderts.
Der dreischiffige Bau mit Querarmen, Apsis und zwei Seitenapsiden bildet im Grundriss ein lateinisches Kreuz.
Unregelmäßigkeiten bei der Größe der Seitenschiffe und des Säulenabstands lassen vermuten, dass der ursprüngliche Bauplan im Laufe der Arbeiten abgeändert werden musste.
Das Hauptportal ist von fünf Archivolten eingefasst, die auf Säulen mit reich verzierten Kapitellen ruhen. Das Tympanon zeigt die von einem Nimbus umgebene Figur des Christus Pantokrator, die zu beiden Seiten von weiteren Personen flankiert wird. Unter den Füßen der Christusdarstellung zwei weitere Personen, die gemeinhin mit dem Apostel Judas und Arius in Verbindung gebracht werden.
Mit weiteren Apostel- und Engeldarstellungen sind die Archivolten verziert, die Kapitelle zeigen mythische Tiere, menschliche Figuren und Masken.
Das ebenfalls mit Archivolten und Säulen verzierte südliche Portal zeigt im Tympanon die Darstellung des Agnus Dei.